# Anax tristis
Anax tristis là một loài chuồn chuồn ngô thuộc họ Aeshnidae. Nó được tìm thấy ở Angola, Botswana, Cameroon, Tchad, Comoros, Bờ Biển Ngà, Guinea Xích Đạo, Gabon, Gambia, Ghana, Guinée, Kenya, Liberia, Madagascar, Malawi, Mauritanie, Mozambique, Namibia, Nigeria, Nam Phi, Sudan, Tanzania, Togo, Uganda, Zambia, Zimbabwe, có thể cả Burundi, và có thể cả Ethiopia. Môi trường sống tự nhiên của chúng là rừng khô nhiệt đới hoặc cận nhiệt đới, rừng ẩm vùng đất thấp nhiệt đới hoặc cận nhiệt đới, xavan khô, xavan ẩm, vùng cây bụi khô khu vực nhiệt đới hoặc cận nhiệt đới, vùng cây bụi ẩm khu vực nhiệt đới hoặc cận nhiệt đới, đầm lầy, hồ nước ngọt có nước theo mùa, đầm nước ngọt, và đầm nước ngọt có nước theo mùa.